# Rågetaåsen
Rågetaåsen este o arie protejată (arie specială de conservare — SAC, sit de importanță comunitară — SCI) din Suedia întinsă pe o suprafață de 13 ha, integral pe uscat.

## Localizare
Centrul sitului Rågetaåsen este situat la coordonatele 56°51′19″N 13°06′03″E / 56.8552°N 13.1009°E.

## Înființare
Situl Rågetaåsen a fost declarat sit de importanță comunitară în ianuarie 1998 pentru a proteja un număr necunoscut de specii din flora spontană și fauna sălbatică aflate în arealul zonei. Situl a fost protejat și ca arie specială de conservare în martie 2011.

## Biodiversitate
Situată în ecoregiunea boreală, aria protejată conține 4 habitate naturale: Păduri de fag Luzulo-Fagetum, Păduri caducifoliate de mlaștină fino-scandinave, Izvoare fino-scandinave și mlaștini produse de izvoare bogate în minerale, Mlaștini împădurite.
La baza desemnării sitului se află un număr nedeclarat de specii protejate.